# Westinghouse Electric Company
Westinghouse Electric Company LLC (WEC) è una società che opera nel campo dell'energia nucleare offrendo prodotti e servizi tra i quali la produzione di combustibile nucleare e la progettazione, realizzazione, manutenzione e controllo di impianti nucleari.
Westinghouse Electric Company dispone della più grande base installata di reattori nucleari in esercizio del mondo, avendo aiutato a costruire le prime centrali nucleari negli Stati Uniti d'America oltre cinquant'anni fa, agli albori di questa tecnologia.
La sua sede centrale si trova a Cranberry Township in Pennsylvania (USA) ma la Toshiba Corporation è attualmente il suo azionista di maggioranza. Il 24 marzo 2017 la Toshiba annunciò l'accesso alle procedure fallimentari del Chapter 11 a causa dei 9 miliardi di dollari di perdite derivanti dal settore delle costruzioni di reattori nucleari, principalmente legate ai progetti dei quattro reattori  AP1000 a Vogtle in Georgia e V. C. Summer in South Carolina.

## Storia

### Westinghouse 1886–2000
- 1886: Westinghouse Electric Company fu fondata a Pittsburgh da George Westinghouse; il suo primo brevetto in questo tema fu registrato come System of Electrical Generation[4]